# Victorious Boxers: Ippo's Road to Glory
Victorious Boxers: Ippo's Road to Glory (はじめの一歩 VICTORIOUS BOXERS, Hajime no Ippo: Victorious Boxers) est un jeu vidéo de combat (boxe) développé par New Corporation, sorti en 2000 sur PlayStation 2.

## Accueil
- GameSpot : 8,5/10[1]